# Lista de presidentes do Nepal
Esta é a lista de presidentes do Nepal, desde a proclamação da república em 28 de maio de 2008.
| Nº | Presidente            | Presidente | Início do mandato     | Fim do Mandato        | Partido político           |
| -- | --------------------- | ---------- | --------------------- | --------------------- | -------------------------- |
| ―  | Girija Prasad Koirala |            | 15 de janeiro de 2007 | 23 de julho de 2008   | Congresso Nepalês          |
| 1  | Ram Baran Yadav       |            | 23 de julho de 2008   | 29 de outubro de 2015 | Congresso Nepalês          |
| 2  | Bidhya Devi Bhandari  |            | 29 de outubro de 2015 | 13 de março de 2023   | Partido Comunista do Nepal |
| 3  | Ram Chandra Poudel    |            | 13 de março de 2023   | presente              | Congresso Nepalês          |